# Đạo luật Chống lại Kẻ thù của nước Mỹ thông qua trừng phạt
Đạo luật Chống lại Kẻ thù của nước Mỹ thông qua trừng phạt (tiếng Anh: Countering America's Adversaries Through Sanctions Act, viết tắt là CAATSA (H.R. 3364) là một luật liên bang Hoa Kỳ nhằm áp đặt lệnh trừng phạt vào Iran, Bắc Triều Tiên và Nga. Dự luật đã được thông qua tại Quốc hội thứ 115 với tỷ lệ bỏ phiếu 98 thuận và 2 chống tại Thượng viện. Vào ngày 2 tháng 8 năm 2017, Tổng thống Donald Trump đã ký lệnh ban hành luật này, đồng thời đưa ra hai thông cáo nói rằng ông tin là luật này "thiếu sót nghiêm trọng".

## Giới thiệu và thảo luận trong Quốc hội
Vào ngày 15 tháng 6 năm 2017, Thượng viện Hoa Kỳ đã bỏ phiếu với tỷ lệ 98 thuận, 2 chống cho dự luật (thực chất là một bản sửa đổi của một dự luật trừng phạt Iran), bắt nguồn từ một dự luật khác giới thiệu vào tháng 1 năm đó do một nhóm thượng nghị sĩ từ cả hai đảng nhằm trừng phạt sự tham gia của Nga vào cuộc chiến ở Ukraina và Syria và cáo buộc can thiệp vào cuộc bầu cử Hoa Kỳ năm 2016; đối với Nga, dự luật này được tạo ra để mở rộng các biện pháp trừng phạt trước đó của các pháp lệnh hành pháp và đưa chúng thành luật. Dự luật ở Thượng viện có sử dụng các điều khoản Đạo luật Chống lại ảnh hưởng của Nga ở châu Âu và châu Á đã được giới thiệu vào 2017 bởi Thượng nghị sĩ Ben Cardin.
Một dự luật y hệt được các đảng viên Đảng dân chủ giới thiệu vào Hạ viện Hoa Kỳ vào ngày 12 tháng 7 năm 2017. Tuy nội dung dự luật này hoàn toàn không thay đổi so với bản được Thượng viện thông qua vào ngày 15 tháng 6, nó vẫn được goi là một luật riêng của Hạ viện để tránh những cản trở mang tính quy trình. Dự luật này sau đó được chỉnh sửa thêm để giải quyết các lo ngại từ Chính quyền Donald Trump và được Hạ viện thông qua với tỷ lệ 419 phiếu thuận và 3 phiếu chống vào ngày 25 tháng 7. Vào ngày 27 tháng 7, luật này được thông qua tại Thượng viện với số phiếu áp đảo.

## Các điều khoản
Đạo luật năm 2017 Chống lại những hoạt động gây mất ổn định của Iran
- Dự luật này chỉ đạo Tổng thống phải áp đặt lệnh trừng phạt đối với: (1) các chương trình tên lửa đạn đạo hoặc vũ khí hủy diệt hàng loạt của Iran, (2) việc bán hoặc chuyển nhượng các thiết bị quân sự hoặc cung cấp sự hỗ trợ kỹ thuật hoặc tài chính của liên quan cho Iran, và (3) Lực lượng Vệ binh Cách mạng Hồi giáo Iran và các cá nhân nước ngoài của Lực lượng này.[10]
- Tổng thống có thể xử phạt các cá nhân có trách nhiệm trong việc vi phạm những người con người đã được quốc tế công nhận đối với các cá nhân tại Iran.[10]
- Tổng thống có thể tạm thời miễn lệnh trừng phạt hoặc tiếp tục tiến hành trừng phạt tùy vào những tình huống cụ thể.[10]

Đạo luật năm 2017 Chống lại ảnh hưởng của Nga ở châu Âu và châu Á
- Tổng thống phải gửi cho quốc hội xem xét trước khi thực hiện bất cứ hành động nào nhằm chấm dứt hoặc miễn trừ các lệnh trừng phạt liên quan đến Liên bang Nga.[10]
- Các lệnh trừng phạt do một số pháp luật hành pháp cụ thể chống lại Nga vẫn tiếp tục có hiệu lực.[10]
- Tổng thống có thể miễn trừ một số lệnh trừng phạt cụ thể liên quan đến tấn công mạng và Ukraina.[10]
- Dự luật yêu cầu trừng phạt đối với các hành động liên quan tới: (1) an ninh mạng, (2) các dự án dầu thô, (3) các tổ chức tài chính, (4) tham nhũng, (5) vi phạm quyền con người, (6) tránh né lệnh trừng phạt, (7) các giao dịch với lĩnh vực quốc phòng hoặc tình báo với Nga, (8) đường ống dẫn dầu, (9) tư nhân hóa các tài sản nhà nước của các quan chức chính phủ, và (10) chuyển giao vũ khí cho Syria.[10]
- Bộ Ngoại giao sẽ hợp tác với chính phủ Ukraina để tăng cường an ninh năng lượng cho Ukraina.[10]
- Dự luật: (1) chỉ đạo Bộ Ngân khố soạn thảo một chiến lược quốc gia chống lại việc tài trợ tài chính cho khủng bố, và (2) đưa Bộ trưởng Bộ Ngân khố vào Hội đồng An ninh Quốc gia.[10]

Đạo luật Ngăn chặn và Hiện đại hóa Lệnh trừng phạt Bắc Triều Tiên
- Dự luật sửa đổi và tăng cường quyền hạn của Tổng thống khi áp đặt lệnh trừng phạt cho các cá nhân vi phạm những nghị quyết cụ thể của Hội đồng Bảo an Liên Hợp Quốc liên quan đến Bắc Triều Tiên.[10]
- Các tổ chức tài chính Mỹ không được thiết lập hoặc duy trì các tài khoản được các tổ chức tài chính nước ngoài sử dụng để cung cấp các dịch vụ tài chính gián tiếp cho Bắc Triều Tiên.[10]
- Một chính phủ nước ngoài cung cấp hoặc nhận thiết bị hoặc dịch vụ quốc phòng từ Bắc Triều Tiên sẽ bị cấm nhận một số loại hỗ trợ quốc tế cụ thể của Hoa Kỳ.[10]
- Dự luật áp đặt lệnh trừng phạt đối với: (1) Tàu hàng và vận tải hàng của Bắc Triều Tiên, (2) hàng hóa sản xuất toàn bộ hoặc một phần bởi lực lượng lao động bị cưỡng bức hoặc tội phạm tại Bắc Triều Tiên, và (3) người nước ngoài có thuê mướn lao động bị cưỡng bức của Bắc Triều Tiên.[10]
- Bộ Ngoại giao phải nộp bảng quyết định xem Bắc Triều Tiên có phù hợp với các tiêu chí để bị gọi là quốc gia tài trợ cho khủng bố hay không.[10]

Liên quan đến Nga, Đoạn 241 của Đạo luật yêu cầu "không quá 180 ngày kể từ ngày Đạo luật này có hiệu lực, Bộ trưởng Bộ Ngân khố phải phối hợp với Giám đốc Cơ quan An ninh Quốc gia và Bộ trưởng Bộ Ngoại giao" nộp cho Quốc hội một bản báo cáo chi tiết— có thể kèm theo một phụ lục mật — trong đó "xác định những chính trị gia cao cấp quan trọng và tài phiệt Liên bang Nga, dựa trên mức độ thân cận với chính quyền Nga và tổng tài sản của họ" cũng như đánh giá mối quan hệ giữa các cá nhân đó với "Tổng thống Putin hoặc các thành viên khác của giới cầm quyền Nga". Phần này cũng kêu gọi đánh giá "cơ cấu lãnh đạo và lợi ích có được từ quyền sở hữu" các thực thể quốc hữu của Nga.

## Phản ứng

### Tổng thống Hoa Kỳ
Vào ngày Tổng thống Donald Trump ký ban hành dự luật, ông cũng cùng lúc đưa ra hai thông cáo riêng rẽ. Trong việc thông cáo gửi tới Quốc hội ông nói:
"Trong khi tôi ủng hộ các biện pháp cứng rắn hơn để trừng phạt và ngăn chặn hành vi hiếu chiến và gây mất ổn định của Iran, Bắc Triều Tiên, và Nga, luật này bị thiếu sót nghiêm trọng. Vì cố gắng thông qua một cách vội vàng, Quốc hội đã đưa vào một số điều khoản rõ ràng vi hiến" — như hạn chế quyền lực của nhánh hành pháp, làm giới hạn khả năng uyển chuyển về đối ngoại. Ngoài ra, thông cáo còn ghi rằng luật này vi phạm phán quyết của Tòa án Tối cao trong vụ Zivotofsky kiện Kerry. Tổng thống dường như ám chỉ ông sẽ không thực hiện một số điều khoản của luật: "Chính quyền của tôi sẽ xem xét thật cẩn thận và tôn trọng những ý muốn được Quốc hội thể hiện trong các điều khoản khác nhau và sẽ thực hiện chúng theo cách phù hợp với quyền của Tổng thống ghi trong hiến pháp về quan hệ đối ngoại." Nó cũng nói: "Cuối cùng, Chính quyền của tôi đặc biệt mong muốn Quốc hội dừng việc sử dụng dự luật còn thiếu sót này để ngăn trở những công việc quan trọng của chúng tôi với các đồng minh châu Âu để giải quyết tranh chấp tại Ukraina, và ngăn trở những nỗ lực của chúng tôi nhằm giải quyết các hậu quả không lường trước có thể xảy đến cho doanh nghiệp Hoa Kỳ, cho bạn bè, và đồng minh của chúng ta."
Một thông cáo khác của Donald Trump lưu ý: "Dự luật vẫn còn thiếu sót nghiêm trọng – cụ thể là vì nó lấn sang quyền thương lượng của nhánh hành pháp. Quốc hội thậm chí còn chưa thể thỏa thuận nổi một dự luật chăm sóc y tế sau bảy năm đàm phán. Với việc hạn chế sự linh hoạt của nhánh Hành pháp, dự luật này sẽ khiến cho Hoa Kỳ không thể đạt được những thỏa thuận tốt cho nhân dân Hoa Kỳ, và sẽ khiến cho Trung Quốc, Nga, và Bắc Triều Tiên xích lại gần nhau hơn."

### Iran
Vào ngày 2 tháng 8 năm 2017, Phó bộ Trưởng Ngoại giao Abbas Araqchi tuyên bố trong một cuộc phỏng vấn với truyền hình nhà nước rằng, "Theo quan điểm của chúng tôi thỏa thuận hạt nhân đã bị vi phạm và chúng tôi sẽ có hành động đáp lại phù hợp và tương xứng với vấn đề này".

### Bắc Triều Tiên
Các quan chức của Bộ ngoại giao Bắc Triều Tiên nói rằng "Các đề xuất của Hoa Kỳ nhằm áp lệnh trừng phạt lên các nước trên thế giới hoàn toàn chỉ là một cách tệ hại để thỏa mãn lợi ích của chính họ" và rằng ""dự luật trừng phạt" chống lại Cộng hòa Dân chủ nhân dân Triều Tiên, Nga và Iran vừa được Quốc hội Hoa Kỳ thông qua sẽ tạo ra những phản đối ngày càng cao của quốc tế", nêu ví dụ là những phản ứng của Nga, Trung Quốc, Venezuela, Đức, Áo và Pháp.

### Nga
Sau khi dự luật được Thượng viện thông qua, ngày 28 tháng 7 năm 2017, Bộ Ngoại giao Nga tuyên bố các biện pháp trả đũa dự luật vừa được Quốc hội thông qua, nhưng cũng nhắc đến những biện pháp cụ thể chống lại phái đoàn ngoại giao Nga tại Mỹ của chính quyền Barack Obama vào cuối năm 2016. Nga yêu cầu Mỹ giảm số lượng nhân viên ngoại giao và kỹ thuật tại Đại sứ quán tại Moskva và các lãnh sự quán ở St. Petersburg, Yekaterinburg và Vladivostok xuống còn 455 người — bằng con số nhà ngoại giao Nga được Hoa Kỳ cho phép — trước ngày 1 tháng 9; chính quyền Nga cũng đình chỉ một tổ hợp nghỉ dưỡng và kho lưu trữ do Mỹ sử dụng tại Nga trước ngày 1 tháng 8. Ngay sau đó, Tổng thống Nga Vladimir Putin nói chính ông đã ra quyết định này và rằng 755 nhân viên ngoại giao của Mỹ sẽ phải "chấm dứt các hoạt động của họ tại Liên bang Nga".
Sau khi dự luật đã được ký, Bộ Ngoại giao Nga cho rằng sự trừng phạt này là "hội chứng sợ nước Nga" và sẵn sàng có hành động đáp trả khi cần. Thủ tướng Nga Dmitry Medvedev viết vào ngày 2 tháng 8 rằng luật này đã kết thúc mọi hy vọng để cải thiện mối quan hệ Mỹ–Nga và đồng nghĩa với "một cuộc chiến tranh thương mại toàn diện với nước Nga." Thông điệp của ông cũng nói, "Nhóm quyền lực của Mỹ đã có một chiến thắng áp đảo Trump. Tổng thống không hạnh phúc với lệnh trừng phạt mới, nhưng ông phải ký ban hành dự luật."

### Liên minh Châu Âu và các quốc gia thành viên
Vào giữa tháng sáu 2017, Đức và Áo đã đưa ra một tuyên bố chung nói rằng dự luật được đề xuất cho thấy rõ "một mối quan hệ châu Âu-Hoa Kỳ mới và tiêu cực" và rằng một số điều khoản tác động vào các dự án đường ống khí đốt với Nga là một mối đe dọa bất hợp pháp đối với an ninh năng lượng của Liên minh châu Âu.
Vào cuối tháng 7 năm 2017, các lệnh trừng phạt Nga của dự luật bị Chủ tịch Liên Minh châu Âu Jean-Claude Junker chỉ trích kịch liệt và đe dọa sẽ có biện pháp trả đũa. Bộ trưởng Kinh tế và Năng lượng Đức Brigitte Zypries mô tả lệnh trừng phạt là bất hợp pháp theo luật pháp quốc tế và kêu gọi Liên minh châu Âu phải có các biện pháp trả đũa thích hợp.

### Ấn Độ
Vào tháng 10 năm 2018, Ấn Độ ký thỏa thuận lịch sử trị giá 5,43 tỷ USD với Nga để mua bốn hệ thống phòng thủ đất đối không S-400 Triumf, hệ thống phòng thủ tên lửa mạnh nhất trên thế giới, không đoái hoài tới đạo luật CAATSA. Hai công ty dầu mỏ đã đặt dầu thô từ Iran vào tháng 11 cũng bỏ qua CAATSA.

## Thực hiện
Vào ngày 29 tháng 9 năm 2017, Tổng thống Donald Trump ban hành một bản ghi nhớ tổng thống, trong đó giao một số chức năng và quyền hạn do Đạo luật Chống lại Kẻ thù của nước Mỹ thông qua trừng phạt cũng như Đạo luật Hỗ trợ cho Tự do ở Ukraina năm 2014, và Đạo luật Hỗ trợ cho sự Độc lập, Toàn vẹn, Dân chủ, và Ổn định Kinh tế của Ukraina năm 2014 cho Bộ trưởng Bộ Ngoại giao, Bộ trưởng Bộ Ngân khố, và Giám đốc Tình báo Quốc gia.
Một bản sửa đổi các hướng dẫn tương ứng của Bộ Ngân khố Hoa Kỳ vào ngày 29 tháng 9 năm 2017 đã nhắc đến Đạo luật Chống ảnh hưởng của Nga ở châu Âu và châu Á 2017 (CRIEEA) và gia tăng lệnh trừng phạt lên Nga.
Vào ngày 11 tháng 10 năm 2017, trong một tuyên bố chung, Thượng nghị sĩ John McCain (Cộng hòa-Arizona) và Ben Cardin (Dân chủ-Massachusetts) đặt câu hỏi về sự tuân thủ của chính quyền Trump đối với dự luật trừng phạt trong đó ghi Nhà Trắng "có đủ thời gian để thực hiện" sau khi lỡ hạn chót 1 tháng 10 để chỉ ra các mục tiêu có liên kết tới Kremlin.
Vào cuối cùng tháng 11 năm 2017, Reuters báo cáo rằng sẽ có một bản danh sách đen gồm những cá nhân có thể sẽ bị trừng phạt, dù không hẳn là chắc chắn, sẽ được Bộ Ngân khố soạn thảo và gửi cho Quốc hội trước cuối tháng 1 năm 2018; viễn cảnh bị đưa vào danh sách khiến giới doanh nhân ưu tú ở toàn nước Nga lo lắng, trong khi Điện Kremlin xem hành động này của Hoa Kỳ là cách để khiến các đồng minh của Putin quay sang đối lập với ông vài tuần trước cuộc bầu cử tổng thống. Daniel Fried, Điều phối viên của Chính sách Trừng phạt (tháng 1 năm 2013–tháng 2 năm 2017), vào đầu tháng 12 năm 2017 đã nói rằng cách giải quyết của Quốc hội trong việc trừng phạt Nga đã dấy lên sự sợ hãi ở nước Nga, mục tiêu là "đóng băng họ khỏi hệ thống Mỹ, đóng băng họ khỏi hệ thống đô la và biến họ như những người phát ra phóng xạ."
Vào ngày 29 tháng 1 năm 2018, chính quyền Trump gửi lên Quốc hội năm bản báo cáo theo yêu cầu của CAATSA, bao gồm các báo cáo về chương trình tên lửa của Iran, những người bị trừng phạt ở Bắc Triều Tiên, và hai bản (gồm tuyệt mật và không tuyệt mật) của báo cáo "liên quan đến nhân vật chính trị cấp cao và tài phiệt ở Liên bang Nga và các doanh nghiệp nhà nước Nga". Danh sách không tuyệt mật được Bộ Ngân khố công bố vào ngày hôm sau có tên của 210 người, bao gồm 96 tài phiệt Nga gần gũi với Vladimir Putin có giá trị tài sản trên 1 tỷ đô la Mỹ, cũng như những nhà lập pháp và quan chức Nga, kể cả thủ tướng Nga Dmitry Medvedev, nhưng không có Vladimir Putin, tất cả các thông tin đã được lấy ra từ các nguồn công cộng. Bộ Ngân khố giải thích ý nghĩa pháp lý của việc đăng tên các cá nhân và tổ chức trong báo cáo ngày 29 tháng 1 năm 2018 như sau: "Báo cáo này không phải là "danh sách trừng phạt."" Nói chuyện với Ủy ban Ngân hàng Thượng viện vào ngày 30 tháng 1, Bộ trưởng Bộ Ngân khố Steven Mnuchin nói: "Ý định không phải là trừng phạt ngay khi gửi danh sách vào tối qua. Ý định là sẽ phải phân tích cực kỳ kỹ lưỡng — đó là hàng trăm trang — và sẽ có trừng phạt dựa trên báo cáo này."
Vào ngày 15 tháng 3 năm 2018, Mnuchin công bố một loạt các biện pháp trừng phạt, lần đầu tiên theo CAATSA cũng như Pháp lệnh Hành pháp 13694, chống lại các tổ chức và cá nhân Nga, gồm có những người Nga bị Cuộc điều tra đặc biệt kết tội, Ban Giám đốc Cục tình báo Trung ương Nga, và các Tổng cục An ninh Liên bang Nga. Mnuchin đưa ra một tuyên bố rằng: "Chính quyền đang đối đầu và chống lại các hành động phá hoại trên mạng của Nga, bao gồm có nỗ lực can thiệp vào các cuộc bầu cử Mỹ, tấn công mạng, và những hành động xâm nhập nhắm tới các cơ sở vật chất quan trọng. Sự trừng phạt có mục tiêu này là một phần của nỗ lực lớn hơn nhằm đáp lại sự tấn công tiếp diễn từ Nga. Bộ Ngân khố muốn áp thêm lệnh trừng phạt CAATSA, do cộng đồng tình báo cung cấp, để bắt những quan chức chính phủ và tài phiệt Nga chịu trách nhiệm cho những hành động gây mất ổn định bằng cách cắt đứt sự tiếp cận của họ vào hệ thống tài chính Hoa Kỳ."
Vào giữa tháng 5 năm 2018, Thượng nghị sĩ Bob Menendez (Dân chủ-New Jersey), Mark Warner (Dân chủ-Virginia), và Sherrod Brown (Dân chủ-Ohio), trong một lá thư gửi tới các thanh tra của Bộ Ngoại giao, Bộ Ngân Khố, và Cộng đồng Tình báo, đã cáo buộc rằng chính quyền Trump đã không hoàn toàn tuân thủ các quy định của CAATSA và yêu cầu điều tra việc đó.
Vào ngày 20 tháng 9 năm 2018, chính phủ Mỹ lần đầu tiên áp dụng lệnh trừng phạt thứ cấp theo CAATSA bằng cách trừng phạt Trung quốc của Bộ Phát triển Trang bị của Quân ủy Trung ương Trung Quốc và giám đốc Lý Thượng Phúc, vì "tham gia vào các giao dịch lớn với các cá nhân" trong Danh sách Cá nhân Chỉ định, cụ thể là các giao dịch liên quan đến "việc chuyển giao máy bay chiến đấu Su-35 và các thiết bị liên quan đến hệ thống tên lửa đất đối không S-400 từ Nga sang Trung Quốc".